# George Jones Sings the Great Songs of Leon Payne
Albums de George Jones
George Jones with Love
(1971) We Go Together
(1971)
George Jones Sings the Great Songs of Leon Payne est un album de l'artiste américain de musique country George Jones. Cet album est sorti en 1971 sur le label Musicor Records. C'est le dernier album de Jones sur Musicor.

## Liste des pistes
Toutes les chansons sont écrites par Leon Payne, sauf indication contraire.
| No  | Titre                               | Auteur       | Durée |
| --- | ----------------------------------- | ------------ | ----- |
| 1.  | They'll Never Take Her Love from Me |              | 2:40  |
| 2.  | Brothers of a Bottle                | George Jones | 2:48  |
| 3.  | Blue Side of Lonesome               |              | 2:45  |
| 4.  | There's No Justice                  |              | 2:32  |
| 5.  | With Half a Heart                   |              | 2:22  |
| 6.  | Lifetime to Regret                  |              | 2:47  |
| 7.  | Let a Little Loving Come In         |              | 2:21  |
| 8.  | Take Me                             | Jones, Payne | 2:46  |
| 9.  | The Selfishness in Man              |              | 2:45  |
| 10. | Things Have Gone to Pieces          |              | 2:55  |

## Positions dans les charts
Album – Billboard (Amérique du nord)
| Année | Chart          | Position |
| ----- | -------------- | -------- |
| 1971  | Albums country | 26       |